# Giovanni da Caramola
Beato Giovanni da Caramola (Tolosa, 1280 – Chiaromonte, 26 agosto 1339) è stato un religioso francese.

## Biografia
Si trasferì in Italia probabilmente in occasione del primo Giubileo Universale, del 1300, indetto da Papa Bonifacio VIII. Da Roma si recò a San Benedetto a Subiaco dove, in una grotta ricavata nella nuda roccia, riuscì a piegare la fragilità del corpo con la preghiera e la penitenza, isolandosi dal mondo e vivendo solo di Dio. Successivamente unitosi all'ordine cistercense dell'Abbazia di Casamari venne indirizzato all'Abbazia di Santa Maria del Sagittario, nel territorio di Chiaromonte, in provincia di Potenza, dove continuò la sua vita eremitica prima nell'eremo di San Saba nei pressi del fiume Sinni, poi sul monte Caramola, nel territorio di Francavilla in Sinni, e infine nell'Abbazia di Santa Maria del Sagittario, dove continuò a condurre una vita di grande austerità, osservando un silenzio assoluto. Operò tantissimi miracoli, molti dei quali sono descritti nel libro La vita del Beato Giovanni da Caramola, traduzione italiana dei testi latini delle sue biografie conservati nella chiesa madre San Giovanni Battista di Chiaromonte, assieme al prezioso messale cistercense del 1300.
Morì nell'Abbazia di Santa Maria del Sagittario il 26 agosto del 1339.
Il nono giorno dopo la morte giunsero al Sagittario alcuni parenti di Giovanni per richiedere le reliquie dicendo:
(Gregorio De Lauro in Giovanni da Caramola)
Allora i Padri dissero che avrebbero esumato il corpo solo per vederlo ma non per cederlo. E quello stesso giorno, il 4 settembre 1339, il nono dalla morte di Giovanni, mentre i monaci piangevano, scavata la fossa e rimossa la terra, si sprigionò un intenso profumo di fiori che si diffuse per tutta la contrada di Sagittario. L’abate Ruggero avendo negato di concedere l'intero corpo del beato ai suoi parenti, decise di dare loro solo alcune reliquie. Il resto del corpo fu riposto in un’urna cristallina e fino al 1660 era ancora incorrotto adhuc incorruptum.

### Le dimore
Di seguito gli eremi in cui il beato visse durante la sua militanza in Italia:
L’eremo di San SabaL’eremo di San Saba doveva essere situato sulla riva sinistra del fiume Sinni, nella località che il catasto denomina "Cella dell’eremita", attualmente in agro di Fardella. Oggi è possibile vedere dalla Strada statale 653 della Valle del Sinni un isolotto piramidale nel letto del fiume che fino al 1660 doveva essere attaccato alla terraferma. Giovanni si stabilì in quest’eremo nel pianoro a settentrione dell’isolotto dove ancora oggi esistono un pozzo d’acqua e una piccola grotta scavata nella roccia.
L'Eremo di Scala MagnanoAbbandonato l’eremo di San Saba, raggiunse una località solitaria nella zona del Sagittario. Quest’eremo è situato in un luogo scosceso verso settentrione ai confini del territorio di Chiaromonte. Il luogo detto anche "Romitorio del Beato Giovanni", non molto lontano dal sacro Cenobio. Il Romitorio si trova nei pressi del torrente Frida a meridione rispetto al monastero cistercense di Santa Maria del Sagittario, ed è comunemente detto “le celle”. Nel periodo in cui Giovanni visse in quest'eremo fu avvicinato da Margherita Chiaromonte, moglie di Giacomo Sanseverino, conte di Tricarico, la quale temendo la sterilità, perché non riusciva ad avere figli, si recò da Giovanni per impetrare il dono della maternità. Questi la rassicurò dicendole di avere fede e di non temere, perché avrebbe avuto numerosa prole. La planimetria del romitorio oggi è composta da due piccoli vani rettangolari e un corridoio provvisto di accesso, il quale permetteva di mettere in comunicazione l’esterno e le due stanze tra loro. I materiali impiegati nella costruzione sono modesti e provengono dagli stessi luoghi dove l’edificio fu fondato, mentre l’arredo architettonico è praticamente inesistente, in linea con i principi di povertà e di austerità della vita eremitica. Il primo dei due vani che si incontra sulla sinistra della porta di accesso in direzione nord, conserva tracce di quella che doveva essere una copertura voltata a botte, riconoscibile nelle tracce che si possono leggere lungo il perimetrale occidentale. Al suo interno, lungo lo stesso lato ovest, è presente a terra un blocco di roccia, lo stesso indicato dalla tradizione letteraria quale il giaciglio del beato.
L’eremo del monte CaramolaEstenuato per la folla dei fedeli che a lui accorrevano decise di addentrarsi in luoghi più reconditi e isolati del Sagittario, raggiungendo il monte Caramola, vi prese fissa dimora e vi si costruì con le proprie mani una cella in una semicaverna rivolta a settentrione. E praticò così a lungo e a tal punto queste delizie della povertà Caramolitica, che meritò di ricevere da parte di tutti il suo appellativo da questo monte Caramola.
L’abbazia di Santa Maria del SagittarioGiovanni visse gli ultimi anni della sua vita nell'abbazia di Santa Maria del Sagittario come converso, un monaco che non ha ricevuto gli ordini sacri, nel monastero cistercense fino al 26 agosto 1339, giorno in cui morì. Il suo corpo era diventato gracile e ridotto a pelle e ossa per le astinenze e le severissime penitenze corporali.

## Culto
Fu dichiarato beato dalla Chiesa cattolica. Il suo corpo venne conservato nella chiesa dell'Abbazia. Nel 1500 fu riesumato e il suo corpo risultò essere ancora intatto, da allora, numerose guarigioni si attestano sulla sua tomba. Nel 1808 venne spostato nella chiesa madre San Giovanni Battista di Chiaromonte. Nel 2002 dopo la ricognizione canonica, il corpo del beato risulta essere ancora intatto.